# Ceratomerus orientalis
Ceratomerus orientalis är en tvåvingeart som beskrevs av Sinclair 2003. Ceratomerus orientalis ingår i släktet Ceratomerus och familjen Brachystomatidae. Inga underarter finns listade i Catalogue of Life.